# Ganxtaville Pt. III
Ganxtaville Pt. III ist ein Lied des polnisch-deutschen Hip-Hop-DJs und Musikproduzenten DJ Tomekk, das er gemeinsam mit dem US-amerikanischen Rapper Kurupt, dem deutschen Rapper Tatwaffe sowie dem deutsch-türkischen Sänger G-Style aufnahm. Der Song ist die zweite Singleauskopplung seines dritten Studioalbums Beat of Life Vol. 2 und wurde am 12. Mai 2003 veröffentlicht.

## Inhalt
| Liedteil   | Künstler             |
| Refrain    | G-Style              |
| 1. Strophe | Kurupt und DJ Tomekk |
| 2. Strophe | Tatwaffe             |
| 3. Strophe | Tatwaffe             |
| Outro      | G-Style              |

Thematisch dreht sich das Lied um die imaginäre Stadt Ganxtaville, die von Kurupt, in dessen kurzem Rapvers, als Ort beschrieben wird, in dem die Gangster regieren und in dem das Leben von Gewalt und Drogenkonsum geprägt ist. Tatwaffe, der den deutlich größeren Rapanteil hat, berichtet von dem Reichtum der Gangster und den damit verbundenen Frauen und Partys. Die von G-Style gesungene Hookline fordert den Hörer auf, selbst Gangster zu bleiben, indem man das macht, was man will. Am Ende gibt er dem Hörer den Rat, nie zu vergessen, wo er herkommt und immer ehrlich zu sich selbst zu sein.

## Produktion
Das Instrumental des Lieds wurde von DJ Tomekk in Zusammenarbeit mit Thomas Schmidt produziert.

## Musikvideo
Die Kulisse des Videos erinnert zum Teil an die 1930er und 1940er Jahre, der Zeit, in der die Mafia in den Vereinigten Staaten ihre Hochphase hatte. So tragen die Personen im Video typische Kleidung und im Hintergrund sind Autos aus dieser Zeit zu sehen. Kurupt rappt seinen Text hinter einem Pult, vor dem eine Meute von Journalisten mit ihren Mikrophonen steht. Sobald Tatwaffe rappt, wechselt das Video in die aktuelle Zeit und man sieht im Hintergrund Lowrider sowie leicht bekleidete Frauen, welche die Autos putzen.

## Single

### Covergestaltung
Das Singlecover zeigt DJ Tomekk, bekleidet mit einer schwarzen Lederjacke, einem schwarzen Hut und Sonnenbrille. Er hat den Blick vom Betrachter aus nach links gerichtet. Im Hintergrund ist der Hubschrauber aus dem Musikvideo und rötlicher Himmel zu sehen. Links oben im Bild befinden sich die Schriftzüge DJ Tomekk und feat. Kurupt, Tatwaffe & G-Style in Rot bzw. Weiß. Der Titel Ganxtaville Pt. III steht am unteren Bildrand in Rot-Schwarz.

### Chartplatzierungen
Ganxtaville Pt. III stieg am 26. Mai 2003 in die deutschen Single-Charts ein und erreichte mit Platz 5 die Höchstposition. Insgesamt hielt sich das Lied 17 Wochen in den Top 100, davon acht Wochen in den Top 10. In Österreich belegte der Song Rang 30 und in der Schweiz Platz 22.
In den deutschen Jahrescharts 2003 belegte die Single Position 30.
| ChartsChartplatzierungen | Höchstplatzierung | Wochen |
| ------------------------ | ----------------- | ------ |
| Deutschland (GfK)        | 5 (17 Wo.)        | 17     |
| Österreich (Ö3)          | 30 (14 Wo.)       | 14     |
| Schweiz (IFPI)           | 22 (12 Wo.)       | 12     |

| ChartsJahrescharts (2003) | Platzierung |
| ------------------------- | ----------- |
| Deutschland (GfK)         | 30          |